# إمارة الزاب
إمارة بني مزني من أشهر الإمارات في بلاد المغرب الأوسط (الجزائر) وكانت عاصمتها بسكرة والتي حكمها أسرة بنو مزني ودام حكمها من من 1279م وإلى غاية 1402 شملت بلاد الزاب ووادي ريغ وتقرت وورقلة توزر التونسية.وقد وعرفت خلال هذه الفترة ازدهارا كبيرا إلى غاية سقوطها على يد الحفصيين،

## الموقع
يصف عبد الرحمن أبن خلدون الموقع الجغرافي لإمارة بني مزني:
| إمارة الزاب | هو قاعدة وطن الزاب لهذا العهد وحده من لدن قصر الدوسن بالغرب إلى قصور تنومة وبادس في الشرق يفصل بينه وبين البسيط الذي يسمونه الحضنة جبل جاثم من المغرب إلى المشرق ذو ثنايا تفضي إليه من تلك الحضة وهو أبل درن المتصل من أقصى المغرب إلى قبلة برقة. يعمر ذلك الجبل في محاذاة الزاب من غربيه بقايا عمرت من زناتة ويتصل من شرقيه بجبل أوراس المطل على بسكرة المعترض في ذلك البسيط من القبلة إلى الشمال وهو جبل مشهور الذكر يأتي الخبر عن بعض ساكنيه. | إمارة الزاب |

## تاريخ
في عام 678 هجري ولي الفضل بن علي بن أحمد بن الحسن ابن علي بن مزني جد أسرة آل مزني التي إمرة الزاب والتي دامت من سنة 678 الى سنة 804هـ أي ما ينيف على قرن وربع القرن.
وكان الفضل قد قام بنصرة أبي اسحاق إبراهيم الحفصي لما خرج عليه أخيه المستنصر لأول بيعته، وخرج معه الى الاندلس بعد فشله، فشكر له أبو اسحاق موقفه هذا بعد ان تولى السلطة وفي السنة 683هـ خرج من بسكرة في عمل له فقتل وولي بعده ابنه منصور. الذي سجن
| إمارة الزاب | وتقبض عليه من أمراء الدواودة علي بن أحمد بن عمر بن محمد بن مسعود وسليمان بن علي بن سباع بن يحيى بن مسعود على حين اجتذبا حبل الإمارة من يد عثمان بن سباع بن شبل بن موسى بن محمد واقتسما رياسة الدواودة قومهما فاستمكنا من هذا العامل منصور بن فضل في مرجعه من عمله ببلاد سدويكش وأوثقوه اعتقالاً وهموا بقتله فافتدى منهم بخمسة قناطير من الذهب وارتاشوا بمكسوبهم وصرفوا في وجوه رياستهم إنفاقها. وقبض منصور بن فضل عنانه عن السفر بعدها إلا في الأحايين. وبعد أخذ الرهن من العرب إلى أن كانت حركة مولانا السلطان أبي يحيى إلى تونس سنة سبع عشرة أول حركاته إليها وطالب حاجبه يعقوب بن غمر وهو بثغر بجاية بالأموال للنفقات والاعطيات فبعث إليه بمنصور بن فضل وأشار بعقده له على حجابته ليقوم بأمره ويكفيه مهمات شؤونه. | إمارة الزاب |

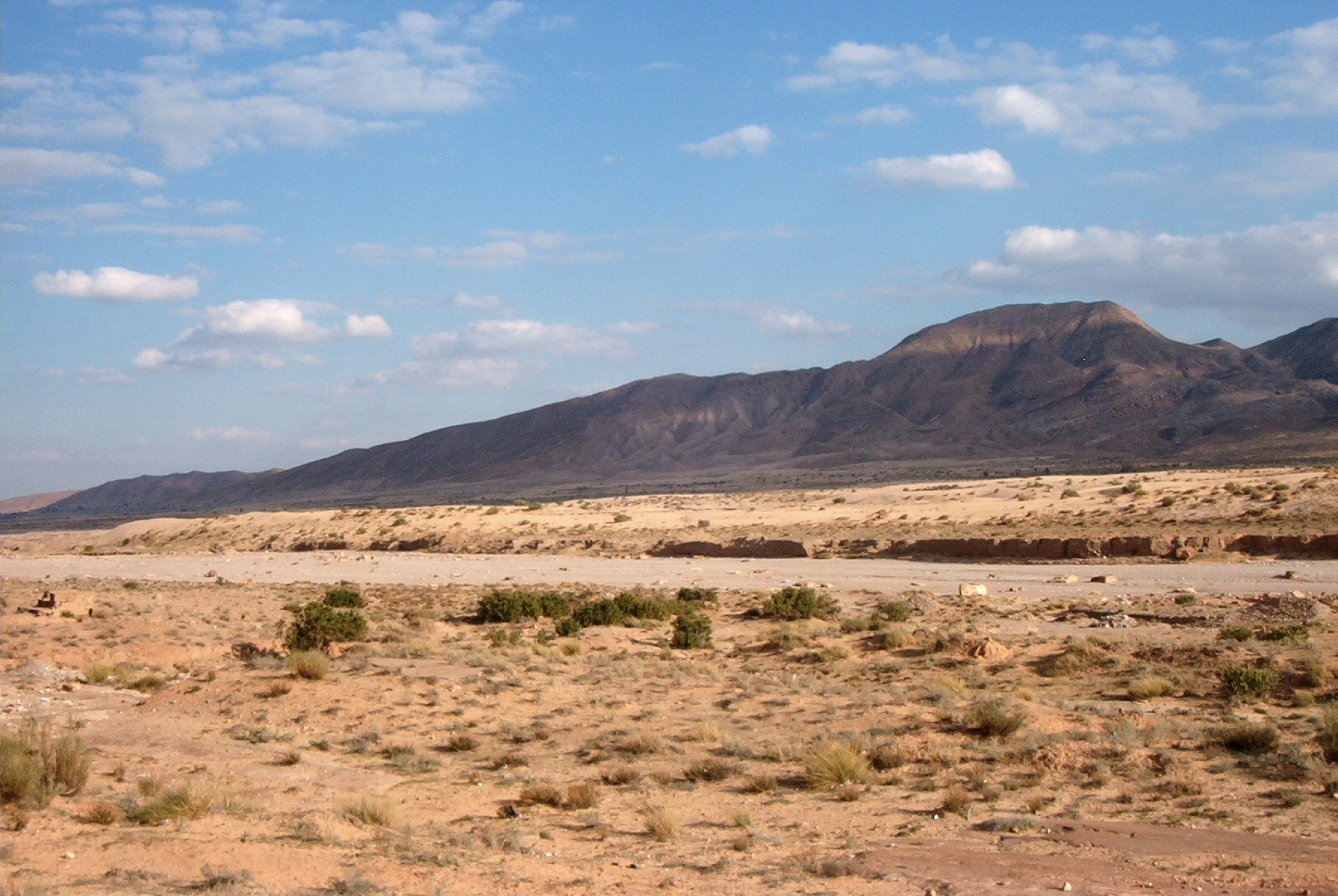
جبال الزاب بالقرب من الشعيبية

ثم ابنه ورثه يوسف وفي عهد أحمد بن يوسف كانت له وقائع مع الحفصيين
| إمارة الزاب | .ثم بلغنا بعدها حركة السلطان إلى الزاب سنة ست وثمانين وذلك أن أحمد بن مزني صاحب بسكرة والزاب لعهده كان مضطرب الطاعة يجير على السلطان ويمنع في أكثر السنين المغارم معولا على مدافعة العرب الذين ملكوا ضواحي الزاب والتلول دونه وأكثر وثوقه في ذلك بيعقوب ابن علي وقومه الدواودة. وقد مر طرف من أخباره في ذلك مثبوتاً في أخبار الدولة.وكاز ابن يملول قد أوى إلى بلده واتخذ وكراً في وجوه وأجلب على توزر مراراً برأيه ومعونته فأحفظ ذلك السلطان ونبه له عزائمه. ثم نهض سنة ست وثمانين يريد الزاب بعد أن جمع الجموع واحتشد الجنود واستألف العرب من بني سليم فصاروا معه وأوعبوا ومر على فحص تبسة. ثم خرج من طرف جبل أوراس إلى بلد تهودا من أعمال الزاب واعصوصب الدواودة ومن تبعهم من قبائل رياح على المدافعة دون بسكرة والزاب غيرة من بني سليم أن يطرقوا أوطانهم أو يردوا مراعيهم إلا بني سباع بن شبل من الدواودة فإنهم تحيزوا إلى السلطان.واستنفر ابن مزني حماة وطنه ورجالة قومه من الأتبج فغصت بسكرة بجموعهم وتوافت الفريقان وناوشهم السلطان القتال أياماً وهو يراسل يعقوب بن علي ويستحثه لما كان يطمعه به من المظاهرة على ابن مزني ويعقوب يخادعه بانحراف قومه عنه وائتلافهم على ابن مزني ويرغبه في قبول طاعته ووضع أوزار الحرب مع رياح حتى تتمكن له فرصة أخرى فتقبل السلطان نصيحته في ذلك وأغضى لابن مزني ولرياح عنها وقبل طاعته وضريبته المعلومة وانكفأ راجعاً ومر بجبل أوراس ثم إلى قسطنطينة فأراح بها ثم ارتحل إلى تونس فوصل إليها منتصف ست وثمانين. | إمارة الزاب |

ولما حل عهد أبو فارس عبد العزيز هاجمت قواته إمارة بنو مزني وقضت عليها نهائيا تحت زعامة أحمد بن يوسف

### حروبهم مع سعادة
| إمارة الزاب | وكانت بينه وبين المرابطين أهل السنة من العرب أتباع سعادة المشهور الذكر فتن وحروب طالبوه بترك المغارم والمكوس تخفيفاً عن الرعية وعملا بالسنة التي كانوا ملتزمين لطريقها ونازلوه من أجل ذلك ببسكرة مراراً. ثم هلك سعادة في بعض حروبه على مليلى كما مر في ذكره سنة خمسين وسبعمائة.وجمع منصور بن مزني للمرابطين وبعث عسكره يقوده ابنه علي بن منصور مع علي بن أحمد شيخ الدواودة وعلى المرابطين أبو يحيى بن أحمد أخوه ومعه رجالات المرابطين مثل: عيسى بن يحيى بن إدريس شيخ أولاد عساكر وعطية بن سليمان بن سباع وحسن بن سلامة شيخ أولاد طلحة فهزموا عسكر ابن مزني وقتلوا ابنه علياً وتقبضوا على علي بن أحمد ثم منوا عليه وأطلقوه.ورجعوا إلى بسكرة فنازلوها وقطعوا نخيلها.ثم عاودوه ثانية وثالثة.ولم يزل الحرب بينه وبين هؤلاء المرابطين سائر أيامه.وكان الحاجب ابن غمر قد استخلصه لنفسه وأحله محل الثقة بخلته والاستقامة إلى صفائه. | إمارة الزاب |

## شعر في إمارة بني مزني
ونظم لسان الدين بن الخطيب شعرا لابن خلدون وذكر فيها آل مزني